# Toshihiko Seki
Toshihiko Seki (jap. 関 俊彦 Seki Toshihiko; ur. 11 czerwca 1962 w Tochigi) – japoński aktor i seiyū, znany głównie z ról Momotarosa w serialu Kamen Rider Den-O oraz Rau Le Creuseta z anime Kidō Senshi Gundam Seed. Mimo identycznego nazwiska nie jest on spokrewniony z innym znanym seiyū Tomokazu Sekim. Często współpracuje z Nobuo Tobitą oraz Tomomichim Nishimurą. Odnotowano, że Seki wystąpił w ponad dwustu rolach głosowych. Pracuje dla agencji 81 Produce.

## Filmografia
- Bleach – Kaien Shiba
- Fullmetal Alchemist – Vercio
- Golden Kamuy – Kazuo Henmi
- Higurashi no naku koro ni – Kyōsuke Irie
- Kamen Rider Den-O – Momotaros/Kamen Rider Den-O Forma Miecza
- Keroro gunsō –
  - Urere,
  - Giroro
- Kill la Kill – Senketsu
- Mobile Suit Gundam Seed – Rau Le Creuset
- Kot w butach – Christopher
- Kombinezon bojowy Gundam Wing – Duo Maxwell
- Mały kotek Feliks i przyjaciele – Kot Feliks
- Maluda – Ryuuzou
- Naruto – Iruka Umino
- Pollyanna – Młody John
- Ranma ½ – Mousse
- Robin Hood – Gilbert
- Saint Seiya – Milo
- Super Dan – Nikaidou
- Szum morza – Yataka
- Yami no matsuei: Ostatni synowie ciemności – Yutaka Watari
- Vampire Hunter D: Żądza krwi – Grove
- Zakochany tyran – Taichirō Isogai
- Zillion – J.J.
- Zorro – Diego Vega / Zorro